# Star Wars: The Force Unleashed II
Star Wars: The Force Unleashed II – druga część gry TPP Star Wars: The Force Unleashed w świecie Gwiezdnych wojen. Gra została wydana 26 października 2010 roku. Akcja gry dzieje się pomiędzy trzecim a czwartym epizodem filmowej sagi. Gracz wciela się w klona Galena Mareka (Starkillera).

## Dodatki DLC
Na PlayStation 3 i Xbox 360 ukazał się dodatek DLC do gry zatytułowany Star Wars: The Force Unleashed II – Endor DLC.